# Amenemhat (nomarque du nome de l'Oryx)
Pour les articles homonymes, voir Amenemhat.
Amenemhat est un nomarque du nome de l'Oryx (le XVIe nome de Haute-Égypte) à la XIIe dynastie, prêtre en chef sous le règne du pharaon Sésostris Ier.

## Biographie
La mère d'Amehemhat est une femme noble appelée Henou, tandis que le nom de son père est inconnu. Amenemhat est marié à Hetepet, une « maîtresse de maison » et fille d'un gouverneur ; le couple a un fils appelé Khnoumhotep. Cependant, toute relation entre Amenemhat et la famille dirigeante des gouverneurs fondée plus tôt par Khnoumhotep Ier est inconnue, et il a été proposé qu'il pourrait plutôt avoir été un membre de la famille précédente des gouverneurs locaux. Quoi qu'il en soit, il a administré son gouvernorat depuis la cité des ouvriers de Khéops de l'an 18 à l'an 43 de Sésostris Ier.
Amenemhat a accompagné le pharaon dans une expédition militaire à Koush ; bien que la date soit inconnue, il s'agit probablement de la même expédition connue de l'an 18 de Sésostris Ier. Dans une autre expédition, Amenemhat a escorté le « fils du roi Ameny » - très probablement le futur pharaon Amenemhat II - avec quatre cents hommes pour collecter de l'or dans un lieu nubien inconnu. Amenemhat fut également envoyé à Coptos avec le vizir Senousret afin de rapporter d'autre or. Ces expéditions suggèrent qu'Amenemhat était un fonctionnaire très important qui accompagnait généralement les hauts dignitaires et même les membres de la famille royale.
Curieusement, Amenemhat datait ses monuments de son installation d'une manière habituellement associée aux rois : la plus haute date connue, l'an 43 de Sésostris Ier (plus précisément l'an 43, le 2e mois d'Akhet, le 15e jour) correspond à l'an 25 de l'installation d'Amenemhat. Cependant, il n'y a aucune preuve que les personnes vivant sous son gouvernement aient effectivement utilisé la datation personnelle d'Amenemhat.
Amenemhat est mort quelque temps après cette date. Ses relations avec son probable successeur Netjernakht ne sont pas connues. Il fut également le dernier gouverneur de Men'at Khufu qui porta le titre de « suzerain du Nome ». En plus de cette fonction, Amenemhat détenait également un grand nombre de titres civils, militaires et religieux, tels que iry-pat, haty-a, « ami confidentiel du roi  », « connaissance royale », « maire de Nekheb », « surveillant des prêtres de Khnoum-seigneur-de-Herwer », « prêtre lecteur » et bien d'autres.

## Sépulture
Amenemhat a probablement été enterré dans sa grande tombe dans la nécropole de Beni Hassan (tombe 2, accessible au public).
La chapelle de la tombe consiste en une grande pièce à quatre colonnes, placée après une cour et un portique qui est pourvu de deux autres colonnes. La pièce principale de la chapelle est richement peinte de scènes de lutte et de siège d'une forteresse, deux thèmes que l'on retrouve fréquemment dans les tombes de Beni Hassan. D'autres scènes de la tombe d'Amenemhat consistent en ce que l'on appelle le rituel du « Voyage à Abydos », ainsi que de nombreux artisans et fermiers au travail et une chasse dans le désert. Sur le mur sud, Amenemhat lui-même et son épouse Hetepet sont représentés avec une grande quantité d'offrandes. Le plafond de la pièce est divisé en trois nefs décorées. Une petite niche de culte a été aménagée dans le côté est de la pièce principale, probablement destinée à accueillir un groupe de statues du propriétaire de la tombe, dont les traces ont été retrouvées,.
La tombe porte également un graffito qui est une attestation possible de Ouepouaoutemsaf, un pharaon mal connu daté de la fin de la Deuxième Période intermédiaire. Ce graffito a été considéré comme une preuve que Ouepouaoutemsaf, qui avait probablement son siège à Abydos, aurait pu étendre son autorité à environ 250 km au nord, jusqu'à Beni Hassan. Jürgen von Beckerath a tenté de lire le graffiti comme étant Sekhemrêneferkhaou (le nom de Nesout-bity d'Ouepouaoutemsaf) mais cela reste incertain car l'original est maintenant perdu,,.